# Kiedricher Wasseros
Die Wasseros ist eine Rheingauer Weinlage nordöstlich von Kiedrich im Rheingau. Sie gehört zur Großlage Heiligenstock.

## Namensursprung
Bereits im Jahr 1610 nannte man austretende Quellbereiche in alten Katasterlagen Wasserrosse, woraus sich der Name dieser Lage herleitet.

## Weinlage
Die flachgründigen steinig-grusigen Böden bestehen teilweise aus Löss und Lösslehmen.

## Weincharakteristika
Die Weine sind durch eine feine mineralische Säure geprägt, sie sind bereits als junge Weine besonders harmonisch.